# Zona Oeste (Rio de Janeiro)
A Zona Oeste do Rio de Janeiro é uma área geográfica da capital fluminense. 
Abrange os seguintes bairros: Anil, Bangu, Barra da Tijuca, Barra de Guaratiba, Barra Olímpica, Camorim, Campo dos Afonsos, Campo Grande, Cidade de Deus, Cosmos, Curicica, Deodoro, Freguesia (Jacarepaguá), Gardênia Azul, Gericinó, Grumari, Guaratiba, Ilha de Guaratiba, Inhoaíba, Itanhangá, Jabour, Jacarepaguá, Jardim Sulacap, Joá, Magalhães Bastos, Paciência, Padre Miguel, Pechincha, Pedra de Guaratiba, Praça Seca, Realengo, Recreio dos Bandeirantes, Santa Cruz, Santíssimo, Senador Camará, Senador Vasconcelos, Sepetiba, Tanque, Taquara, Vargem Grande, Vargem Pequena, Vila Kennedy, Vila Militar e Vila Valqueire.

## Subprefeituras e Regiões Administrativas
A Zona Oeste é subadministrada por quatro subprefeituras do município do Rio de Janeiro: Subprefeitura da Barra da Tijuca, Subprefeitura da Grande Bangu, Subprefeitura da Zona Oeste e Subprefeitura de Jacarepaguá.
Essas subprefeituras são compostas por oito regiões administrativas:  Região Administrativa da Barra da Tijuca, Região Administrativa da Cidade de Deus, Região Administrativa de Bangu, Região Administrativa de Campo Grande, Região Administrativa de Guaratiba, Região Administrativa de Jacarepaguá, Região Administrativa de Realengo e Região Administrativa de Santa Cruz.
- Subprefeitura da Barra da Tijuca:
  - Região Administrativa da Barra da Tijuca
- Subprefeitura da Grande Bangu:
  - Região Administrativa de Bangu
  - Região Administrativa de Realengo
- Subprefeitura da Zona Oeste
  - Região Administrativa de Campo Grande
  - Região Administrativa de Guaratiba
  - Região Administrativa de Santa Cruz
- Subprefeitura de Jacarepaguá
  - Região Administrativa da Cidade de Deus
  - Região Administrativa de Jacarepaguá

## Demografia
A Zona Oeste abrigava uma população de 2.371.135 pessoas em 2010, a segunda mais populosa do Rio de Janeiro, atrás apenas da Zona Norte com 2.645.526 pessoas, porém é a zona que apresenta o maior crescimento atualmente dentro do Rio de Janeiro, entre 2000 e 2010 apenas três bairros na cidade mais que dobraram sua população todos na Zona Oeste, são eles Camorim, Vargem Grande e Recreio dos Bandeirantes, com aumentos de 150%, 136%e 118%.
Sua área corresponde a aproximadamente 885,74 km², ou seja cerca de 73,97% do total do município do Rio de Janeiro e sua densidade demográfica é de 2.677 hab/km² a menor do município.

## Transportes

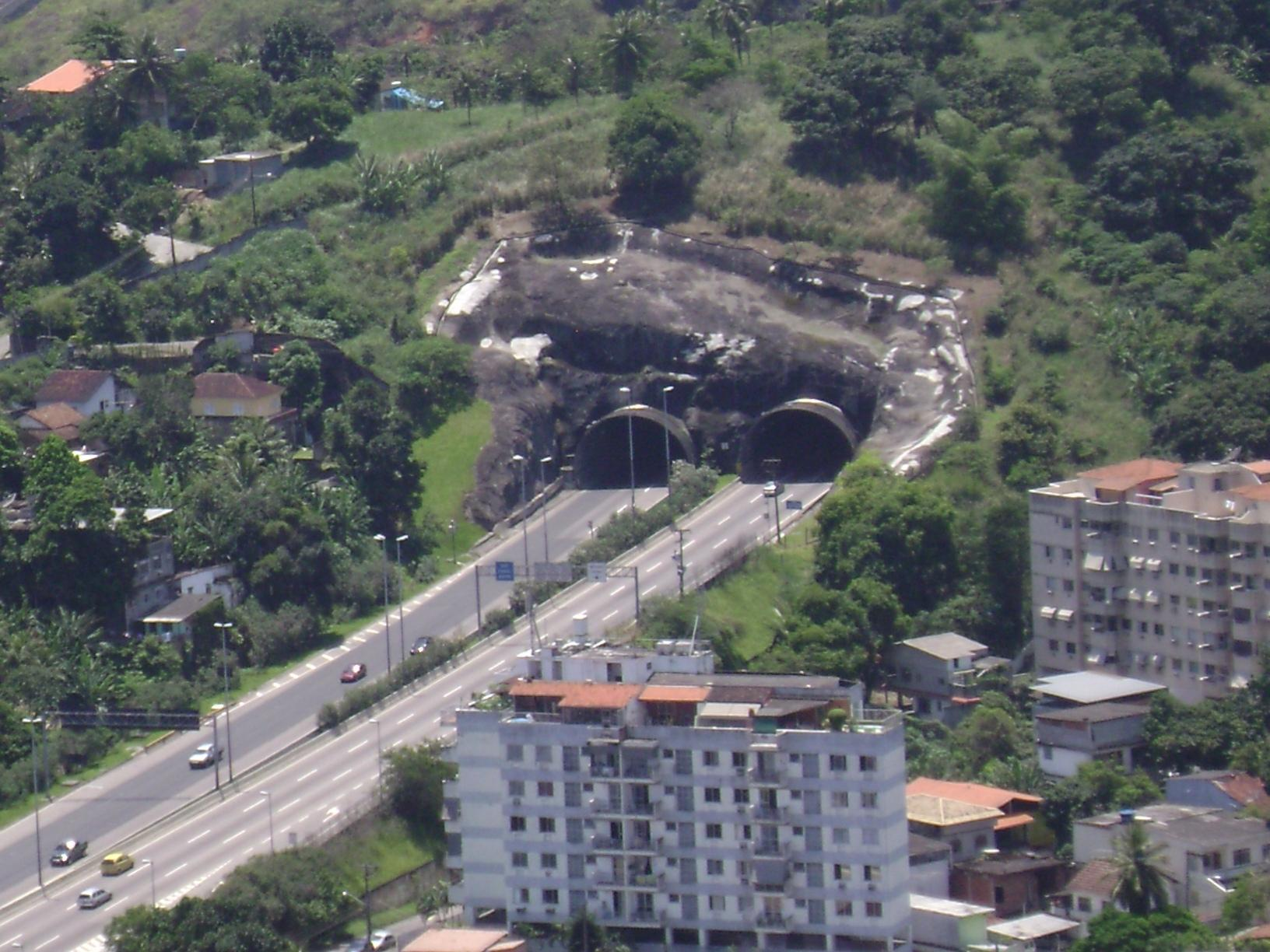
Túnel Enzo Totis, na Linha Amarela.

Grandes vias estão localizadas na região da Zona Oeste como a Avenida das Américas; a via expressa Linha Amarela (que liga a Barra da Tijuca à Cidade Universitária na Ilha do Fundão); a Avenida Brasil (que liga Santa Cruz à Ponte Rio-Niterói.
A Zona Oeste, em sua grande parte, é cortada e atendida pelo Ramal de Santa Cruz (um ramal de trens urbanos operado pela concessionária SuperVia) que liga o bairro de Santa Cruz ao Centro do Rio de Janeiro tendo como ponto terminal a Estação Central do Brasil. No bairro de Deodoro, mais precisamente em sua estação de trens homônima, os ramais de Santa Cruz e de Japeri se entroncam, possibilitando a ligação da região com as cidades da Baixada Fluminense. 
Há apenas uma estação de metrô na Zona Oeste, administrada pela empresa metroviária Metrô Rio e fica localizada no Jardim Oceânico. Essa linha pertence a Linha 4 que liga a Barra da Tijuca à Zona Sul. Há projetos para se estender a linha até o Terminal Alvorada ou até mesmo ao Recreio dos Bandeirantes.
A Zona Oeste é onde apresenta o maior número de corredores do BRT, quatro ao todo, são eles: a TransCarioca (liga a Barra da Tijuca ao Aeroporto Internacional do Rio de Janeiro); a TransOeste (liga Santa Cruz e Campo Grande ao Jardim Oceânico); a TransBrasil (que liga Deodoro a São Cristóvão)
airro mais conhecido, por seus diversos novos empreendimentos imobiliários e um dos bairros que mais crescem na cidade, é a Barra da Tijuca (um bairro residencial de classe alta e média-alta). Outros bairros da Zona Oeste também são bem conhecidos pelos diversos investimentos imobiliários como: Campo Grande, Jacarepaguá e Recreio dos Bandeirantes. 
Com tantas construções na área, é preocupante a possível agressão ao ambiente, ao congestionamento urbano e a chamada favelização. 
Na região, existem locais onde as construções possuem limites de altura.

## Turismo

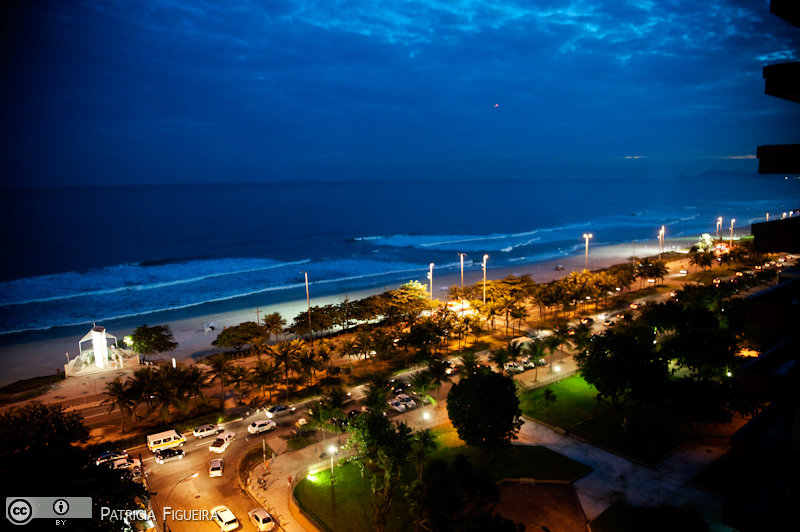
Praia da Barra da Tijuca.

Os principais pontos turísticos da Zona Oeste são:
- Açude do Camorim
- Cachoeira de Mucuíba
- Cachoeira do Camorim
- Cachoeira do Mendanha
- Cachoeira do Quitite
- Cachoeira Véu da Noiva
- Caminho do Antigo Molhe Imperial (Praia de Sepetiba)
- Cassino Bangu
- Coreto de Sepetiba (o mais antigo coreto da cidade)
- Ecomuseu de Santa Cruz
- Ecomuseu de Sepetiba
- Igreja de Nossa Senhora do Desterro[4]
- Igreja de São Gonçalo do Amarante[5]
- Igreja de São Sebastião e Santa Cecília[6]
- Ilha da Gigóia
- Ilhas Tijucas
- Lagoa da Tijuca
- Morro do Ipiranga (Praia do Recôncavo, Sepetiba)
- Museu Aeroespacial
- Museu Casa do Pontal
- Museu da Seleção Brasileira
- Palacete Princesa Isabel
- Parque Estadual da Pedra Branca
- Parque Fazenda Restinga
- Parque Mello Barreto
- Parque Natural Municipal Bosque da Barra
- Parque Natural Municipal Chico Mendes
- Parque Natural Municipal da Prainha
- Parque Natural Municipal de Marapendi
- Parque Natural Municipal do Mendanha
- Pedra da Tartaruga [7]
- Pedra do Telégrafo
- Píer da Praia da Brisa
- Ponte do Guandu
- Praia da Barra da Tijuca
- Praia da Barra de Guaratiba
- Praia da Joatinga
- Praia da Macumba
- Praia da Reserva
- Praia de Grumari
- Praia de Sepetiba
- Praia do Abricó (nudismo)
- Praia do Cardo
- Praia do Inferno
- Praia do Meio
- Praia do Pepê
- Praia do Perigoso
- Praia do Pontal
- Praia do Recôncavo
- Praia do Recreio
- Praia dos Amores (Quebra-Mar da Barra)
- Praia Funda
- Prainha
- Prainha da Barra de Guaratiba
- Restinga da Marambaia
- Sítio Roberto Burle Marx
- Trilha Transcarioca